# الجمعية النسائية الخيرية الأولى (جدة)
الجمعية النسائية الخيرية الأولى تعد أول جمعية خيرية في المملكة العربية السعودية وتقع في جدة.

## نشأة الجمعية
تأسست الجمعية النسائية الخيرية الأولى بجدة بتاريخ 1382/11/21 هـ الموافق 1963/5/18 م وسجلت بوزارة العمل والشؤون الاجتماعية المعروفة الآن بوزارة الموارد البشرية والتنمية الاجتماعية برقم (1) وهي أول جمعية خيرية في المملكة العربية السعودية من قبل بعض سيدات المجتمع وكانت نشأتها استجابة للتقدم الحضاري والنهضة الحديثة التي شهدتها المملكة في ذلك الوقت واحتياجات ملحة من المجتمع مثل رعاية الأمومة والطفولة والرعاية الصحية والاجتماعية ومحو الأمية وتأهيل المرآة ودعم أواصر الأسرة عن طريق التوجيه الاجتماعي والمساعدات العينية والمالية.
كان أول اجتماع لمجلس إدارة الجمعية في يوم الأحد 25/ 12/ 1382هـ، وكان المجلس في بدايته مكونًا من سبع عضوات ثم ازداد إلى اثنى عشر عضوة، وقد تم اختيار اسم الجمعية من بين مسميات عدة استجابة لرغبة الملك فيصل بن عبدالعزيز آل سعود.

## عن الجمعية
كانت البداية منذ أكثر من نصف قرن، وما زالت الأولى تساهم في سبيل تنمية المجتمع. فعلى مرّ السنوات، استطاعت الأولى سدّ العديد من الاحتياجات الاجتماعية وإحداث فرقٍ ملموس في حياة آلاف الأشخاص، ولكن ما زال العديد يعانون من الفقر لأن حلقة الفقر تمتدّ إلى ثلاثة أجيال. لذلك تم وضع إستراتيجية مبنية على التدخّل المبكر في حياة أطفال جنوب جدة من خلال تطوير مهاراتهم العلمية والمهنية والرياضية، عبر برامج الدعم والمهارات والرياضة لتمكين الأجيال القادمة من كسر حلقة الفقر وتحقيق ذاتهم كأفراد منتجين في المجتمع.

## ابرز انجازات الجمعية

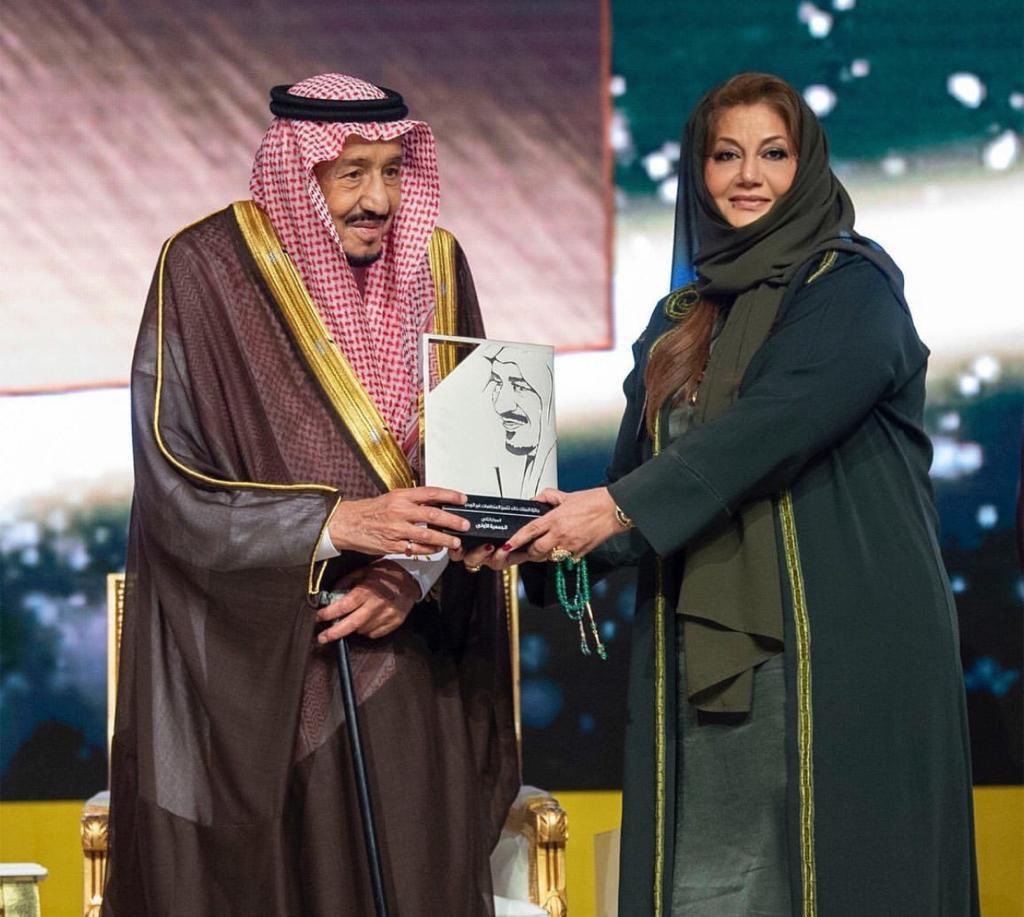
تكريم الاولى من قبل الملك سلمان بن عبدالعزيز آل سعود لحصول الجمعية الاولى على المركز الثاني في جائزة الملك خالد لتميز المنظمات غير الربحية التي استلمتها د. هاله بنت علي الشاعر

- تكريم الاولى من قبل الملك سلمان بن عبدالعزيز آل سعود لحصول الجمعية الاولى على المركز الثاني في جائزة الملك خالد لتميز المنظمات غير الربحية التي استلمتها د. هاله بنت علي الشاعرالفوز بالمركز الأول في جائزة مؤسسة الملك خالد لتميز المنظمات الغير ربحية 2021 بعد الفوز بالمركز الثاني عام 2019 والمركز الثالث عام 2018 والتي يسلمها الملك سلمان بن عبدالعزيز آل سعود حفظه الله.
- تكريم الأولى من أمارة منطقة مكة المكرمة في 2021 بشرف من صاحب السمو الملكي امير منطقة مكة المكرمة ومستشار خادم الحرمين الشريفين سمو الأمير خالد الفيصل بن عبدالعزيز آل سعود
- الفوز بجائزة Saudi Top Achievers 2019.
- تكريم وزارة الموارد البشرية والتنمية الاجتماعية عام 2019.
- الحفاظ على نسبة 95% من الداعمين.
- تعزيز الخدمة المجتمعية وتمكين الشباب والشابات في مجال التطوع حيث بلغ عدد المتطوعين 1083 من عام 2017 حتى 2021.
- تحسين جودة حياة 2500 مستفيد من خلال برنامج الدعم.
- تعزيز مقومات الحياة الصحية وزيادة عدد الممارسين للرياضة وتأسيس مقومات الحياة الصحية لدى المستفيدين من خلال البرنامج الرياضي.
- تطوير مهارات القرن الواحد والعشرين من خلال برنامج المهارات.

### الأولى دائماً
تحرص الأولى على دورها لدعم وتمكين افراد المجتمع حيث كانت الأولى سباقة لمساعدة ودعم اهالي جدة غير المستفيدين بالتعاون مع الجهات الحكومية والدعم الحكومي المتواصل في الحالات الطارئة مثل:

#### سيول جدة
- مساعدة 3305 شخص.
- ترميم 1686 منزل.

#### جائحة كورونا (كوفيد-19)
- توفير 1100 سلة غذائية.
- دورات عن بعد.
- توفير أجهزة لابتوب.
- تقديم مساعدات لـ950 اسرة.

## برامج الأولى

### برنامج الدعم
توفير الإحتياجات الاساسية للطفل من خلال مساعدة الأسر لرفع مستوى جودة حياتهم حتى نتمكن من تطوير مهاراتهم وتوفير الإستقرار المعيشي وحياة كريمة.

### برنامج المهارات
يعمل على تحسين المخرجات التعليمية وتطوير المهارات الضرورية للقرن الواحد والعشرين فيوفر فرص للتعليم المبكر ليتمكن الأطفال من بناء مسار مهني ناجح يؤمن إستقلالهم المادي في المستقبل.

### البرنامج الرياضي
يسعى البرنامج لرفع مستوى اللياقة البدنية وتعزيز مقومات الحياة الصحية حيث أنها تساهم في النجاح الاكاديمي وتعزيز السلامة النفسية لدى الأطفال.